# Ахмад аль-Магді
Ахмад аль-Магді бін аль-Хасан (араб. أحمد بن الحسن بن القاسم; 1633 – 10 липня 1681) – імам Ємену, племінник імама Ісмаїла аль-Мутаваккіля.